# 冷启动攻击
在密码学中，冷启动攻击（在程度较轻时称平台重置攻击）是一种旁路攻击，具有计算机物理访问权限的攻击者能够在使用冷启动重新启动计算机后从运行的操作系统中检索加密密钥。攻击依赖于DRAM和SRAM的数据残留特性检索断电后数秒至数分钟内内存中的可读内容。